# Wilfrid Laurier
Sir Wilfrid Laurier, døbt Henri-Charles-Wilfrid Laurier, (født 20. november 1841, død 17. februar 1919) var Canadas syvende premierminister fra 11. juli 1896 til 5. oktober 1911.
Laurier er kendt som Canadas første fransksprogede premierminister og for sin nationsbygningspolitik baseret på kompromiser mellem Canadas engelsksprogede og fransksprogede grupper. Han arbejdede meget med at etablere Canadas uafhængighed af Storbritannien inden for det Britiske Imperium, et arbejde der blev videreført af hans efterfølger Robert Borden. Laurier er den premierminister som har siddet fjerde længst og hans 15 sammenhængende år på posten er den længste ubrudte premierministerperiode i Canada.
Laurier er afbildet på den canadiske fem dollarseddel.